# ایلهان سلجوق
ایلهان سلجوق (انگلیسی: İlhan Selçuk; ۱۱ مارس ۱۹۲۵ – ۲۱ ژوئن ۲۰۱۰) وکیل، روزنامه‌نگار، ویراستاری اهل ترکیه بود.